# Frankie Thorn
Frankie Lou Thorn (* 27. August 1964 in Minnesota) ist eine US-amerikanische Schauspielerin.

## Leben und Leistungen
Thorn debütierte an der Seite von Staci Keanan und Cheryl Ladd im Thriller Stimme des Todes aus dem Jahr 1989. Im Filmdrama Bad Lieutenant (1992) von Abel Ferrara spielte sie die Rolle einer vergewaltigten Ordensschwester, in deren Fall ein von Harvey Keitel verkörperter Polizist ermittelt. Im Actionfilm Viper – Ein Ex-Cop räumt auf (1994) übernahm sie eine der Hauptrollen. In den Actionfilmen Taken Alive (1995) und Doublecross on Costa’s Island (1997) spielte sie die Rolle von Angela Howard, die eine Liebesbeziehung mit Marty Moretti (Frank Stallone) verbindet. Nach einer mehrjährigen Pause am Anfang des 21. Jahrhunderts kehrte sie in der Komödie Amok – He Was a Quiet Man (2007) mit Christian Slater auf die Leinwand zurück.

## Filmografie (Auswahl)
- 1990: Stimme des Todes (Lisa)
- 1991: Liquid Dreams
- 1991: Babe Ruth – Die Baseball-Legende (Babe Ruth)
- 1992: Bad Lieutenant
- 1994: Viper – Ein Ex-Cop räumt auf (Viper)
- 1995: Taken Alive
- 1997: Doublecross on Costa’s Island
- 1999: Stigmata
- 2000: In den Fängen der Spinne (Warm Texas Rain)
- 2007: Amok – He Was a Quiet Man (He Was a Quiet Man)